# Астрономія в Польщі
Астрономія в Польщі представлена багатьма дослідницькими центрами й обсерваторіями. Відкриття польських астрономів включають розробку геліоцентризму Миколаєм Коперником (1473–1543), перше використання гравітаційного мікролінзування для пошуку темної матерії Богданом Пачинським і відкриття першої екзопланети Александером Вольщаном. 

## Історія

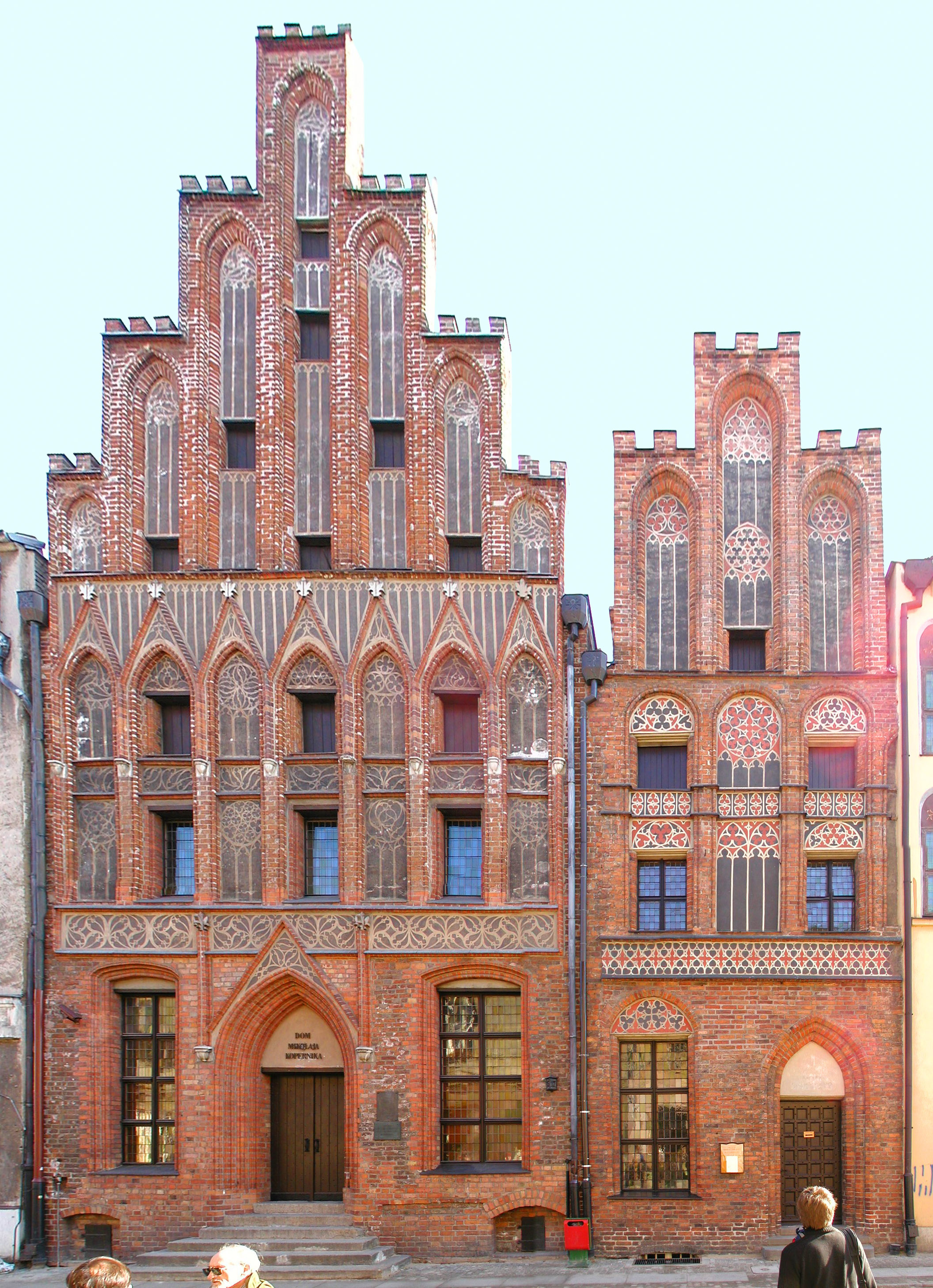
Дім Коперника в Торуні

### Перша Річ Посполита (1569—1795)
Початки астрономії в Польщі сягають 1405 року, коли Ян Стобнер заснував кафедру астрономії в Краківській академії. Першими видатними астрономами Краківської академії стали Мартин Русин (бл. 1422—1460) та його учень Марцин Билиця (1433—1493), який подарував академії астрономічні інструменти, що донині зберігаються в музеї Ягеллонського університету. В другій половині XV сторіччя Краківська академія вже славилась високим рівнем викладанням астрономії, зокрема, завдяки лекціям Яна із Глогува (1445—1507) і Войцеха з Брудзева (1445—1495). Про розвиток астрономії в Кракові в цей період опосередковано свідчить і той факт, що найстарішим відомим друковании документом, створеним у Польщі, є астрономічний (і астрологічний) календар — Краківський альманах на 1474 рік.
Миколай Коперник (1473—1543) також навчався в Кракові в 1991—1994, де, зокрема, слухав лекції Войцеха з Брудзева (1445—1495), який ставив під сумнів геоцентричну систему Птолемея. Продовживши навчання в Італії, а потім самостійно займаючись науковою роботою у Кракові та Фромборку, Коперник підбив підсумок своїх досліджень в роботі «Про обертання небесних сфер» (1543), де вперше в християнській Європі запропонував геліоцентричну модель світу.
У XVI—XVII століттях Краківська академія не прийняла систему Коперника та втратила свої лідуючі позиції в астрономії. Найвидатніший краківський астроном цього періоду Ян Брожек (1585—1652), хоч через заборону й не міг викладати геліоцентричну теорію, але багато зробив для збору матеріалів про Коперника.

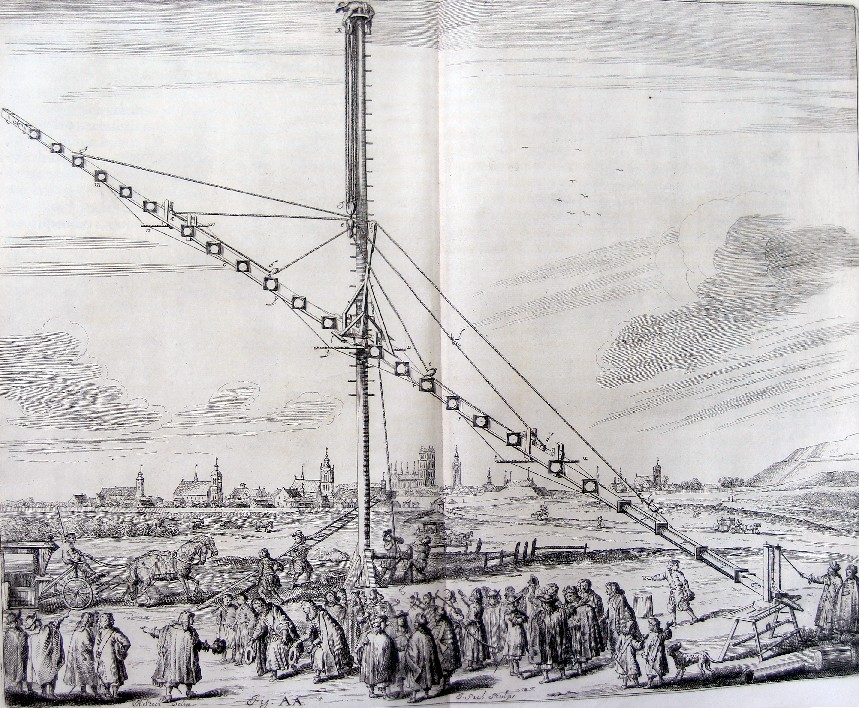
Найдовший телескоп Яна Гевелія, встановлений на лузі поблизу Гданська.

Гданський астроном Ян Гевелій (1611—1687) здобув європейську славу, обладнавши астрономічну обсерваторію на дахах будинків і, зокрема, збудувавший найбільший в світі телескоп. У роботі «Селенографія» (1647) Гевелій представив детальні карти Місяця й дав багатьом об'єктам на Місяці назви, які зберігаються дотепер. У «Кометографії» (1668) він дав описи та малюнки близько 400 комет, у тому числі 9 відкритих ним самим. У роботі «Prodromus astronomiae» Гевелій склав атлас і каталог 1564 зір. Гевелій ввів кілька нових сузір'їв. Зокрема, на честь польського короля Яна Собеського, який підтримував Гевелія та його обсерваторію, Гевелій назвав сузір'я «Щит Собеського», яке тепер називають просто Щит.
У першій половині XVIII століття в Польщі відбувався застій як астрономії, так і науки загалом. Нового поштовху розвитку астрономії надало створення перших обсерваторій. Вільнюська обсерваторія, створена 1753 року завдяки Томашу Жебровському (1714—1758), стала першою обсерваторією у тогочасній Речі Посполитій (тепер це територія Литви). Краківська обсерваторія відкрилася 1792 року під керівництвом Яна Снядецького (1756—1830). Короткий час (1764—1773) працювала обсерваторія в Познані, створена Юзефом Рогалінським (1728—1802) у місцевому єзуїтському колегіумі. Варшавська обсерваторія була організована 1825 року Францішеком Армінським (1789—1848).

### Втрата польської незалежності
Після поділів Речі Посполітої активність астрономічних досліджень була низькою, і лише Краківська та Варшавська обсерваторії продовжували постійно працювати. Директор Краківської обсерваторії Маврицій Піус Рудзький (1862—1916) був одним з піонерів теорії зореутворення та автором відомих підручників «Фізика Землі» (1909) і «Теоретична астрономія» (1914). Директор Варшавської обсерваторії Ян Барановський (1800—1879) у 1854 році першим переклав з латинської на польську мову роботу Коперника «Про обертання небесних сфер». Інший варшавський астроном, Адам Пражмовський (1821—1885), відкрив поляризацію світла сонячної корони.

### Друга Річ Посполита (1918—1939)
Розвиток астрономії у Польщі значно пожвавився після набуття країною незалежності у 1918 році. Основними астрономічними обсерваторіями Польщі в цей період були Краківська, Варшавська, Вільнюська (сучасна Литва) та Львівська (сучасна Україна), менші астрономічні обсерваторії були створені у Познані, Львівському та Варшавському технічних університетах.
Тадеуш Банахевич (1882—1954), директор Краківської обсерваторії з 1919 року, не тільки був видатним дослідником руху Місяця, але й започаткував спостереження змінних зір, заснував існуючий донині науковий журнал «Acta Astronomica» і створив в 1922 році спостережну станцію на горі Любомир. В міжвоєнний період на цій спостережній станції були відкриті дві нові комети (C/1925 G1 (Оркіша) і C/1936 O1 (Кахо-Козіка-Ліса)), а ще 4 комети відкрив у Кракові Антоній Вільк (1876—1940).
З ініціативи директора Варшавської обсерваторіі кометолога Міхала Каменського (1879—1973) у 1938 році була відкрита велика метеорологічно-астрономічна обсерваторія імені Юзефа Пілсудського на вершині Піп Іван у Карпатах на території сучасної України.
У Львові, який в міжвоїнний період також входив до складу Польщі, астрономічним відділом університету керував Еугеніуш Рибка (1898—1988), спеціаліст із зоряної фотометрії. Він розпочав тут систематичні астрономічні спостереження.
На території, контрольованій Польщею в міжвоєнний період, знаходились також Вільнюська обсерваторія, відновлена після Першої світової війни Владиславом Дзевульським (1878—1962), фахівцем у галузі зоряної астрономії. Там Вільгельміна Івановська (1905—1999) зробила 1938 року перші спектроскопічні спостереження в Польщі.

### Друга світова війна (1939—1945)
Протягом Другої світової війни наукова робота зупинилась у всіх польських обсерваторіях, крім Кракова. Багато обсерваторій втратили значну частину своїх інструментів, бібліотек і архівів. Були зруйновані обсерваторії Піп Іван і Любомир. Обсерваторії у Вільнюсі та Львові опинилися за межами нових границь Польщі, що примусило багатьох астрономів до переїзду.

### Польща під комуністичною владою (1945—1989)
Після 1945 року на додачу до Краківської, Варшавської та Познанської обсерваторій були створені нові астрономічні центри в Торуні та Вроцлаві. Оскільки Львів був переданий від Польщі до СРСР, а Вроцлав — переданий з Німеччини до складу Польщі, то львівські астрономи переїхали у Вроцлав і, скориставшись будівлями та деякими приладами колишньої німецької обсерваторії, створили Вроцлавську обсерваторію та її філію в Бялкові. В Торунь переїхали польські астрономи з Вільнюса, в 1949 році вони заснували поруч з містом Півницьку обсерваторію. Телескоп діаметром 90 см, встановлений у Півницях 1962 року, досі залишається найбільшим у Польщі.
Варшавська обсерваторія в післявоєнні роки працювала в Кракові і повернулась до Варшави лише 1950 року у зв'язку з відкриттям спостережної станції в Островику. 1976 року у Варшаві був відкритий Астрономічний центр імені Миколая Коперника Польської академії наук, який тепер є головним в Порльщі науковим центром з теоретичної астрофізики.
1954 року у Форті Скала почалися перші в Польщі радіоастрономічні спостереження на антені діаметром 5 м. 1964 року Форт Скала був переданий Краківській обсерваторії і тепер є місцем розташування її оптичних і радіотелескопів.

### Третя Річ Посполита (з 1989)
1994 року в Півницях почав роботу радіотелескоп діаметром 32 м, найбільший в центральній Європі. Найбільший польський телескоп діаметром 130 см побудований в обсерваторії Лас-Кампанас у Чилі й належить Варшавській обсерваторії.

## Сучасність

### Наука
Польська академія еаук включає кілька інститутів, які проводять астрономічні дослідження - Центр Коперника, Центр космічних досліджень, Центр теоретичної фізики. Також астрономічні дослідження проводяться в університетських обсерваторіях - Варшавській, Вроцлавській, Краківській, Познанській, Півніцькій обсерваторії Торунського університету.
Головною організацією, що обʼєднує польських астрономів, є Польське астрономічне товариство. Воно присуджує медаль Богдана Пачинського за астрономічні наукові досягнення, премію імені Влодзімежа Зонна за популяризацію астрономії, Молодіжну премію Польського астрономічного товариства для молодих науковців.
Розробкою і втіленням космічних проєктів займається Польське космічне агентство.
Найвідомішим польським астрономічним журналом є Acta Astronomica.

### Освіта
Університетські дипломи з астрономії в Польщі присуджують Варшавський і Познанський вікультети фізики,
Вроцлавський і
Зеленогурський факультети фізики і астрономії,
Торунський і
Краківський факультети фізики, астрономії та прикладної інформатики.
Найважливішими загальнонаціональними астрономічними змаганнями для школярів є Польська астрономічна олімпіада і Польський національний молодіжний астрономічний семінар

### Популяризація астрономії
Найважливішою організацією, що займається популяризацією астрономії в Польщі, є Польське товариство любителів астрономії. Також до популяризації астрономії активно задіяні Польське астронавтичне товариство, Польське метеоритне товариство, Лабораторія комет і метеорів, астрономічний клуб «Альмукантарат».
До найбільших польських планетаріїв належать планетарій Небеса Коперника і планетарій в Музеї техніки Палацу культури і науки (обидва у Віршаві), Сілезький планетарій, Ольштинський планетарій, планетарій і астрономічна обсерваторія в Грудзьондзі, планетарій і астрономічна обсерваторія в Лодзі, планетарій імені Владислава Дзєвульського в Торуні. 
Найвідоміший науково-популярний журнал з астрономії - Уранія. Також астрономічні статті публікуються в науково-популярному журналі Дельта. Відомим астрономічним вебресурсом є AstroNet.